# مهدی سعدی
مهدی سعدی تدوین‌گر ایرانی است. او برای فیلم مغزهای کوچک زنگ‌زده نامزد جایزهٔ بهترین تدوین جشنوارهٔ فجر و جشن سینمای ایران و برندهٔ جایزهٔ جشن منتقدان و نویسندگان سینمای ایران شد.

## فیلم‌شناسی
| سال  | عنوان              | کارگردان          | توضیحات                      |
| ---- | ------------------ | ----------------- | ---------------------------- |
| ۱۴۰۲ | میرو               | حسین ریگی         |                              |
| ۱۴۰۲ | بی‌بدن              | مرتضی علیزاده     |                              |
| ۱۴۰۲ | زخم کاری: بازگشت   | محمد حسین مهدویان | مجموعه نمایش خانگی در فیلیمو |
| ۱۴۰۱ | سقوط               | سجاد پهلوان زاده  | مجموعه نمایش خانگی در فیلیمو |
| ۱۴۰۰ | ضد                 | امیرعباس ربیعی    |                              |
| ۱۳۹۸ | تومان              | مرتضی فرشباف      |                              |
| ۱۳۹۸ | دوزیست             | برزو نیک‌نژاد      |                              |
| ۱۳۹۸ | لباس شخصی          | امیرعباس ربیعی    |                              |
| ۱۳۹۷ | مدیترانه           | هادی حاجتمند      |                              |
| ۱۳۹۶ | مغزهای کوچک زنگ‌زده | هومن سیدی         |                              |
| ۱۳۹۵ | شعله‌ور             | حمید نعمت‌الله     |                              |
| ۱۳۹۵ | راه رفتن روی سیم   | احمدرضا معتمدی    |                              |
| ۱۳۹۴ | خشم و هیاهو        | هومن سیدی         |                              |
| ۱۳۹۴ | رگ خواب            | حمید نعمت‌الله     |                              |
| ۱۳۹۳ | قندون جهیزیه       | علی ملاقلی‌پور     |                              |
| ۱۳۹۲ | بیگانه             | بهرام توکلی       |                              |
| ۱۳۹۲ | یاور               | علی شاه‌حاتمی      | تله‌فیلم، با واروژ کریم‌مسیحی  |
| ۱۳۹۲ | ۵۰ قدم آخر         | کیومرث پوراحمد    | با واروژ کریم‌مسیحی           |
| ۱۳۹۰ | روزهای زندگی       | پرویز شیخ طادی    |                              |
| ۱۳۸۹ | کمی دورتر          | بهرام توکلی       |                              |

## جوایز و نامزدی‌ها
| سال  | جایزه                                | دسته         | اثر نامزدشده       | نتیجه    | توضیحات            | منابع |
| ---- | ------------------------------------ | ------------ | ------------------ | -------- | ------------------ | ----- |
| ۱۳۹۸ | جشن سینمای ایران                     | بهترین تدوین | مغزهای کوچک زنگ‌زده | نامزدشده |                    | [ ۳ ] |
| ۱۳۹۷ | جشن منتقدان و نویسندگان سینمای ایران | بهترین تدوین | مغزهای کوچک زنگ‌زده | برنده    | مشترک با هومن سیدی | [ ۴ ] |
| ۱۳۹۷ | جشن منتقدان و نویسندگان سینمای ایران | بهترین تدوین | شعله‌ور             | نامزدشده |                    | [ ۵ ] |
| ۱۳۹۶ | جشنوارهٔ فیلم فجر                     | بهترین تدوین | مغزهای کوچک زنگ‌زده | نامزدشده |                    | [ ۶ ] |
| ۱۳۹۰ | جشنوارهٔ فیلم فجر                     | بهترین آنونس | اینجا بدون من      | برنده    |                    | [ ۷ ] |

نامزد بهترین تدوین برای فیلم تومان از چهاردهمین جشن منتقدان و نویسندگان سینمای ایران
نامزد سیمرغ بلورین بهترین تدوین برای فیلم روزهای زندگی در سی‌امین جشنواره فیلم فجر